# Ixodes tapirus
Ixodes tapirus är en fästingart som beskrevs av Glen M. Kohls 1956. Ixodes tapirus ingår i släktet Ixodes och familjen hårda fästingar. Inga underarter finns listade i Catalogue of Life.